# RMJM

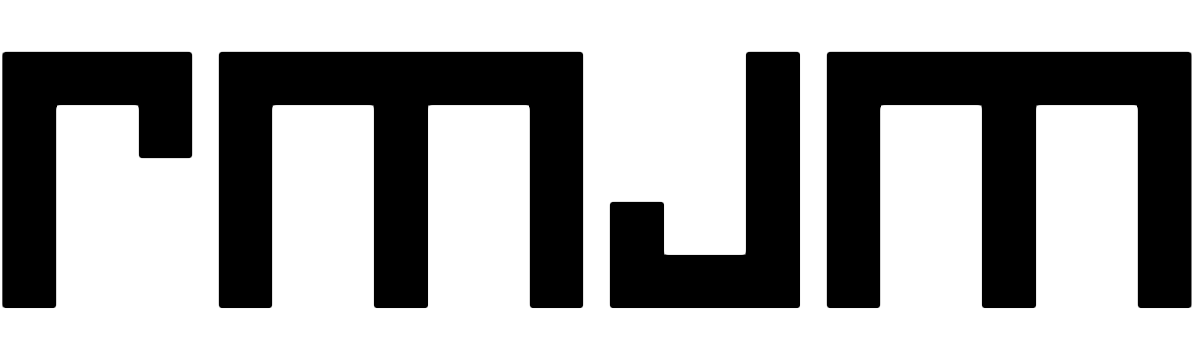
RMJM Firmenlogo

RMJM (Robert Matthew Johnson Marshall) ist ein britisches Architekturbüro. Es arbeitet in den Bereichen Architektur, Innenraumarchitektur, Master Planning, Städteplanung, ökonomisches Design, Ingenieurwissenschaften, technische Beratung, Landschaftsgestaltung, architektonischer Wiederaufbau und digitale Simulation. Niederlassungen befinden sich u. a. in Edinburgh und London (Vereinigtes Königreich) und New York.

## Geschichte
Das Unternehmen wurde 1956 von den Architekten Robert Matthew und Stirrat Johnson-Marshall gegründet. 1961 schloss sich die Firma mit den Architekten Tom Sparven, Kenneth Graham, Vernon Lee, John Richards, Chris Carter und Alan Whiteman zusammen. Daraufhin nannte sich das Unternehmen in RMJM & Partners um. Zu diesem Zeitpunkt durchlief der Betrieb einen Prozess der Internationalisierung, gefolgt von der Teilnahme an weltweit bedeutsamen Projekten. 1967 zählte RMJM & Partners  350 Angestellte in London und Edinburgh.

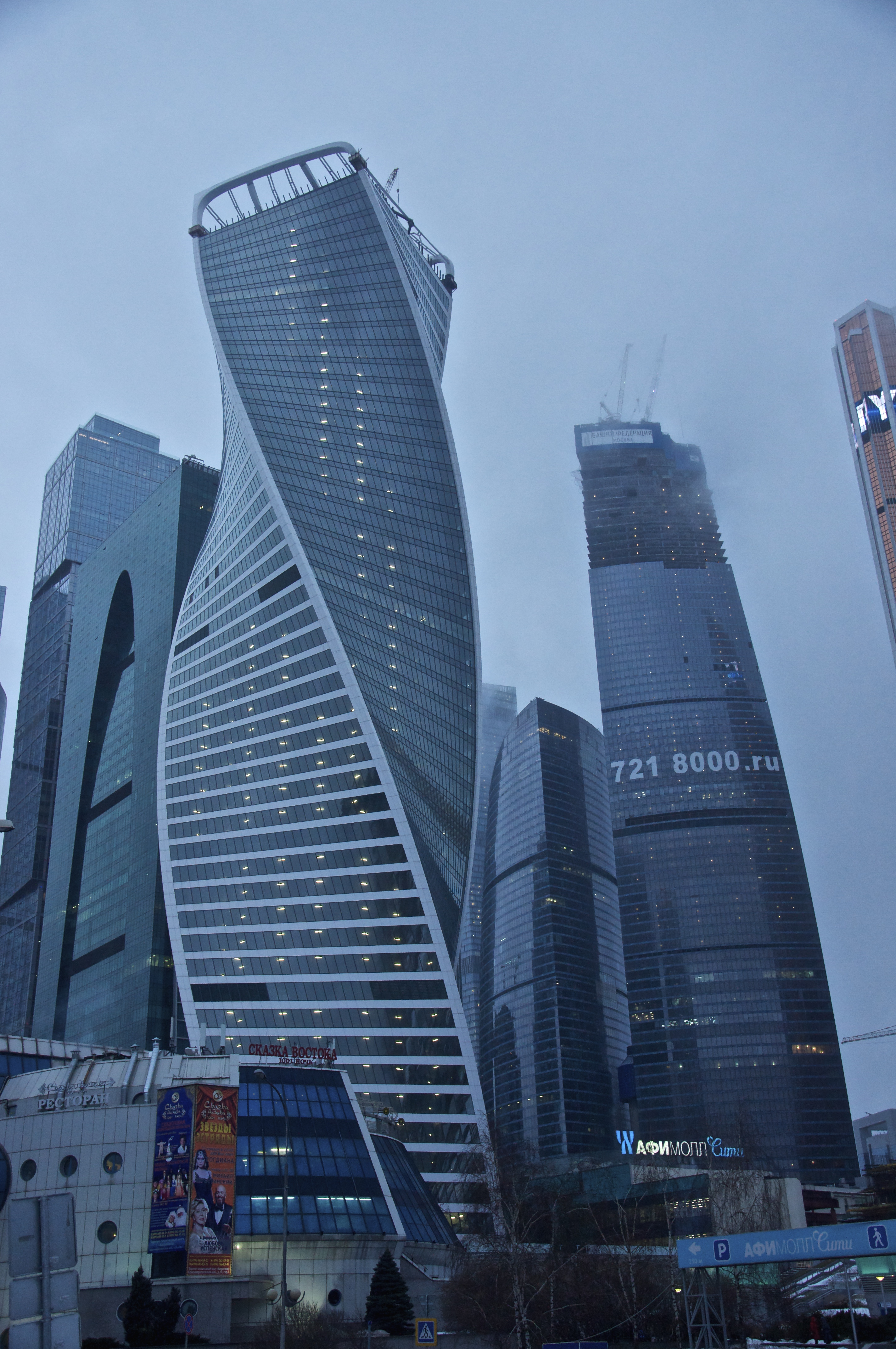
Evolution Tower in Moskau

Es folgte die Eröffnung eines weiteren Büros in Glasgow und später die Ausweitung außerhalb des Vereinigten Königreichs. Zum Ende der 60er Jahre war das Unternehmen erstmals an größeren Projekten in den USA, dem Nahen und Mittleren Osten beteiligt, was wiederum in den Folgejahren zur Gründung weiterer Studios in jenen Regionen beitrug. Aktuell ist RMJM in 25 Ländern weltweit vertreten.